# سسکک
سسکک، پری‌سسک یا سسک پرنیان (نام علمی: Prinia) نام یک سرده از تیره سبدنشینان است.

## فهرست گونه‌ها
- سسکک زیردم‌حنایی، Prinia burnesii
- سسکک مرداب، Prinia cinerascens
- سسکک راه‌راه، Prinia crinigera
- سسکک قهوه‌ای، Prinia polychroa
- سسکک تپه، Prinia superciliaris
- سسکک گلوسیاه، Prinia atrogularis
- سسکک کاکل‌خاکستری، Prinia cinereocapilla
- سسکک پیشانی‌حنایی، Prinia buchanani
- سسکک حناتاب، Prinia rufescens
- سسکک سینه‌خاکستری، Prinia hodgsonii
- سسکک بال‌راه‌راه، Prinia familiaris
- سسک شکیل، Prinia gracilis
- سسکک جنگلی، Prinia sylvatica
- سسکک شکم‌زرد، Prinia flaviventris
- سسکک خاکسترگون، Prinia socialis
- سسکک پهلوگندمی، Prinia subflava
- سسکک ساده، Prinia inornata
- سسکک کمرنگ، Prinia somalica
- سسکک رودخانه، Prinia fluviatilis
- سسکک سینه‌سیاه، Prinia flavicans
- سسکک کارو، Prinia maculosa
- سسکک دراکنسبرگ، Prinia hypoxantha
- سسکک سائوتومه، Prinia molleri
- سسکک نواری، Prinia bairdii